# نور الدين مغيشي
 نور الدين مغيشي (1959 الجزائر) هو لاعب كرة قدم جزائري.